# Norske Intelligenssedler
Norske Intelligenssedler ursprungligen Norske Intelligenz-Seddeler, var en norsk tidning, grundad som veckoblad 1763.
Tidningen började utkomma i Kristiania den 25 maj 1763, uppsatt av en invandrad tysk boktryckare. År 1815 såldes den till Kristiania uppfostringsanstalt och utgavs till 1883 som ett slags officiellt kungörelseblad; den var daglig från 1830. År 1883 lades den om till nyhetstidning och övertogs 1890 av Hjalmar Løken, 1912 av ett bolag. Under Løkens redaktörskap 1890–1918 blev den en inflytelserik radikal vänstertidning. Den uppgick 1920 i Verdens Gang.